# Crimée pendant la Seconde Guerre mondiale
Seconde Guerre mondiale
Occupée par la Wehrmacht durant l'automne 1941, à l'exception de la ville de Sébastopol assiégée puis prise le 3 juillet 1942, la péninsule de Crimée n'est pas incorporée au sein du Commissariat d'Ukraine. Elle est placée sous un régime direct d'administration militaire, qui subsiste jusqu'à la reprise de la péninsule par l'Armée rouge en mars 1944, dans la foulée de la reconquête de l'Ukraine. Pendant l'occupation allemande, la péninsule fait l'objet d'une sévère épuration ethnique, visant les juifs, les communistes et les résistants ; après la reconquête soviétique, ce sont les Tatars de Crimée, les Allemands de la mer Noire survivants, les Pontiques et une partie des Ukrainiens qui sont accusés collectivement par le NKVD de collaboration avec les troupes d'occupation allemandes, et déportés vers le Goulag ou les steppes du Kazakhstan.

## La Crimée dans les stratégies allemande et soviétique

### Le Reich en Crimée en 1918, un précédent
Durant la première Guerre mondiale, en 1918, en application du traité de Brest-Litovsk entre les puissances centrales et la Russie soviétique, la Crimée échoit aux militaires allemands qui l'occupent, l'exploitent et dressent cartes et statistiques précises. L'Empire ottoman ayant aussi des ambitions sur la péninsule (où subsistent des minorités musulmanes), les Allemands maintiennent l'incertitude sur le devenir de la région après la stabilisation des régions occidentales de l'ancien empire russe.
De son côté, Erich Ludendorff, inquiet de l'apparition d'un État russe d'inspiration bolchévique sur la mer Noire (qui se produit pendant la de Guerre civile russe en janvier-mars 1918) aspire à un strict contrôle allemand sur la Crimée, souhaitant que cette politique se traduise par la mise en place d'une colonie du Reich ou d'un État totalement contrôlé par le Reich, lieu de rassemblement des Allemands de la mer Noire et autres Volksdeutsche de Russie.

### La Crimée, but de guerre du Troisième Reich
Durant la Seconde Guerre mondiale, pendant la préparation de l'offensive contre l'Union Soviétique, l'ensemble des projections pour la ligne à atteindre au cours des premières semaines de conflit inclut systématiquement la Crimée parmi les territoires à conquérir rapidement par les troupes allemandes.
Les plans opérationnels établis à partir de l'été 1940 fixent comme limite minimale la Volga. Durant l'automne 1940, les objectifs sont précisés et les planificateurs militaires du Reich assignent aux unités allemandes déployées face à l'Union soviétique la conquête de Rostov-sur-le-Don, à l'est de la mer d'Azov avant la fin de la onzième semaine de conflit : la conquête de la Crimée figure de ce fait parmi les objectifs à atteindre au cours de la première phase du conflit.

### La Crimée, porte-avion soviétique pour sa politique balkanique
La Crimée, presqu'île dans une mer considérée comme « intérieure » par les responsables soviétiques, constitue un espace dont la défense et la sécurité sont garanties par la capacité russe puis soviétique à interdire la mer Noire aux flottes de guerre venues de l'extérieur.
La Russie soviétique ayant choisi une structure territoriale fédéraliste à base ethnique, la péninsule de Crimée connaît, à partir de 1921, une réorganisation politique dans un premier temps favorable aux Russes, aux Allemands et aux Tatars de Crimée, avec la mise en place d'une République socialiste soviétique autonome de Crimée, garantissant, pourvu qu'elles fussent communistes, l'accès au pouvoir des élites locales.
Par ailleurs, la région constitue une menace soviétique directe sur la Turquie et de ce fait, en 1941, les relations entre la Turquie et le Troisième Reich se tendent, car, craignant une riposte soviétique, les autorités turques répugnent à permettre le passage par les Détroits des navires allemands qui, sous couvert de commerce, ravitaillent les unités allemandes postées sur le Pruth en Roumanie en prévision de l'attaque allemande.

## Conquête de la Crimée
Les Allemands, appuyés par la marine roumaine, conquièrent la Crimée entre septembre 1941 et juillet 1942, la majeure partie du territoire étant sous leur contrôle dès novembre 1941.

### Encerclement
Rapidement encerclées, difficilement ravitaillées après la prise de Rostov-sur-le-Don le 21 septembre 1941, les unités soviétiques défendant la Crimée sont réduites en juin lors de la prise de Sébastopol. Cette résistance, en dépit de son échec, est magnifiée par le cinéma soviétique produit durant le conflit.

### Conquête
Au printemps 1942, au début de la multiplication des opérations offensives autour des zones encore contrôlées par l'Armée Rouge, les derniers points d'appui soviétiques sont conquis les uns après les autres à partir du 8 mai 1942, date du déclenchement de l'offensive de printemps allemande dans la région.

## Occupation de la Crimée

### Régime d'occupation
Distincte du Commissariat d'Ukraine, placée sous administration militaire, la péninsule est gérée par les services administratifs de la 11e armée.

### Collaboration
Comme dans l'ensemble des régions soviétiques occupées, les structures de la période antérieure (kolkhozes, administrations et entreprises d'État) restent en place, les cadres du pouvoir soviétique (militants, cadres du parti communiste et notamment les commissaires politiques et les membres du NKVD) étant simplement éliminés et remplacés par des collaborateurs encadrés par la SS et la Gestapo.
Cependant, dans le détail les situations sont diverses : certains cadres soviétiques offrent leurs services aux occupants et, parmi les responsables des minorités locales, les attitudes varient, y compris chez les Allemands dont certains se rallient au Reich tandis que d'autres rejoignent les Partisans. Par rapport aux Juifs et aux Roms de Crimée (dont les juifs turcophones karaïtes) que l'Einsatzgruppe D est chargé d'exterminer, les Tatars par exemple participent souvent à leur sauvegarde en les inscrivant comme Tatars sur les listes qui se mettent en place avec l'occupation.

### Exploitation économique
Comme tous les territoires conquis, la Crimée est soumise à un pillage économique rigoureux, pour lequel les cartes et statistiques dressées durant la première Guerre mondiale se révèlent utiles. Dès le mois de mai 1941, les consignes données par les responsables de l'administration du Plan de Quatre Ans situent la Crimée dans la zone de Terres Noires, supposées excédentaires en matières premières alimentaires.
Placée sous un régime d'occupation militaire, la Crimée n'échappe pas aux appétits de l'administration mise en place par Hermann Göring. Ce pillage est permis par l'introduction d'une nouvelle monnaie en Ukraine, le Karbonnez, permettant au Reich de récupérer les roubles en circulation pour les utiliser dans la zone rouble sous occupation allemande, dont la Crimée fait partie.
De plus, comme dans l'ensemble des territoires conquis par le Reich, une partie significative de la population en âge de travailler est envoyée au travail obligatoire dans le Reich. Ces travailleurs forcés sont rémunérés fictivement, comme l'ensemble des travailleurs soviétiques employés dans le Reich, via la succursale de la banque centrale d'Ukraine, mise en place en 1942. Ils reçoivent en effet chacun une carte d'épargne pour les travailleurs de l'Est, mais sont seulement nourris et logés en baraques collectives, et, à la fin de la guerre, ceux d'entre eux qui auraient souhaité échapper au Goulag stalinien (auquel ils étaient promis comme « traîtres » pour avoir « accepté » de travailler pour les nazis) furent livrés à l'URSS par les Alliés occidentaux et ne revinrent pas en Crimée.

### Sort des civils
En Crimée comme dans l'ensemble des territoires soviétiques occupés, la répression des partisans par l'occupant déchaîne une spirale de violence et de répression contre les civils, à laquelle participe l'ensemble des forces d'occupation, de répression et d'extermination allemandes sur place.
En 1942, les autorités allemandes utilisent des camions asphyxiants (par dérivation de l'échappement vers la plate-forme bâchée, ou par bouteilles de gaz asphyxiant comprimé) pour gazer, plutôt que fusiller ou pendre, les partisans, les agents de renseignement soviétiques et les civils raflés dans le cadre des opérations de représailles collectives.
En outre, les projets coloniaux dans l'Est du continent doivent entraîner de vastes déplacements vers l'Est de population slaves et tatares, tandis que seraient installés à leur place des colons germaniques. Les concepteurs de ces vastes projets ne se soucient nullement des conséquences humaines et sanitaires de ces déplacements, en Crimée comme ailleurs.

## l'Extermination des Juifs et des Roms en Crimée

### Les Juifs en Crimée
En 1939, environ 65 000 Juifs vivent en Crimée, soit 6 % de la population totale. Au moment de la conquête allemande, 8 000 Juifs sont sous les drapeaux, 35 000 autres parviennent à s'échapper, et environ 22 000 se font piéger en Crimée occupée. Très peu ont pu en réchapper.
En effet, les projets coloniaux nazis, en particulier ceux de Himmler (la création de villages SS de paysans soldats) incitent les dirigeants nazis à anéantir les populations juives de Crimée, perçues comme le groupe le plus hostile à la réalisation de ces projets.
Placé sous le commandement d'Otto Ohlendorf, l'einsatzgruppe D, « compétent » aussi pour la Crimée, utilise la ville de Simferopol comme quartier général temporaire en novembre 1941. Les Juifs de Crimée connaissent le même sort que les Juifs des autres régions occupées de l'URSS. 17 500 d'entre eux sont assassinés par l'Einsatzgruppe D entre le milieu du mois de novembre et le milieu du mois de décembre 1941, parfois avec les Roms, comme à Simferopol, 5 000 autres durant les six premiers mois de l'année 1942 : à cette occasion, certains sont assassinés à la grenade. Dans un premier temps, entre le 9 et le 13 décembre 1941, les Juifs, les Tsiguanes et les Krymtchaks de Simferopol sont exterminés au nord de la ville, à la demande expresse de l'état-major d'Erich von Manstein, afin de permettre le logement des unités allemandes engagées dans la région.
Des camions à gaz sont utilisés : basé à Simferopol, un camion asphyxiant est utilisé au printemps 1942, sous la responsabilité des hommes de l'Einsatzgruppe D. Parmi les juifs, seuls les Karaïtes de langue turque, qui ont bénéficié de la solidarité de la population tatare, ont été épargnés.
À partir de mai 1943, les responsables de l'extermination des Juifs de Crimée tentent de détruire de façon systématique les dépouilles des Juifs, sommairement enterrées ; cependant, l'avance soviétique voue cette politique de destruction des traces des massacres à l'échec.
Les Juifs ne sont pas les seuls victimes de l'extension à la Crimée des pratiques génocidaires nazies. En effet, les Roms de la région sont exterminés à partir de la l'automne 1941.

### Les Roms de Crimée
Ainsi, à partir de l'automne 1941, les Roms de la péninsule commencent à être victimes d'une politique d'extermination systématique.
En effet, préalablement recensés par les collaborateurs locaux, les Roms sont exterminés à partir du 9 décembre 1941, date de la première action spécifiquement dirigée contre eux à Simféropol,.

## La Crimée dans les projets nazis de restructuration de l'Est de l'Europe
Reprenant certains projets échafaudés durant le printemps et l'été 1918, les planificateurs nazis élaborent d'importants projets coloniaux en Crimée.

### Objectifs nazis en Crimée
Dès le mois de juillet 1941, les projets nazis de restructuration de l'Union soviétique englobent la Crimée parmi les régions de colonisation, Hitler ayant remis en cause les premières moutures aussi parce que la Crimée n'était pas intégrée dans les réflexions des planificateurs nazis.
Hitler est persuadé du maintien d'une population d'ascendance germanique en Crimée : convaincu par les arguments développés par Alfred Rosenberg et ses conseillers les plus proches, il se montre enthousiaste pour la colonisation de la région, et dans ses propos de table du 17 octobre 1941, il projette un réseau dense de voies de communication modernes qui relieraient entre autres la Crimée au Reich.
La Crimée est ainsi perçue comme un espace de colonisation : le 27 janvier 1942, Konrad Meyer, directeur de l'institut d'agronomie de l'université de Berlin avant la guerre, se voit confier par Himmler la conception d'un projet de colonisation de certaines régions définies comme prioritaires ; à cette occasion, puis le 2 février, Himmler ordonne à son subordonné d'inclure la Crimée dans les projets de réorganisation des territoires conquis et à conquérir. Suivant les prescriptions de Hitler, les projets de la SS envisagent de faire de la Crimée non seulement une marche germanique face à l'Orient, mais aussi un espace de détente pour les populations allemandes : Hitler désigne la péninsule comme le « Gibraltar du Reich », suivi par Goebbels qui choisit le terme de « Hollywoow » et Rosenberg qui la qualifie de « Riviera » ; pour permettre à ce projet d'emerger, les planificateurs nazis envisagent une germanisation totale de la péninsule.

### Envoi de commissions d'enquête de toute nature
Ces projets mégalomaniaques se traduisent, aussitôt après la conquête de la péninsule, même avant la chute de Sébastopol, par l'envoi de multiples missions d'enquête, aussi bien en vue de préparer la colonisation, comme l'envisage la Wehrmacht, que pour étudier les possibilités d'acclimatation des Allemands du Tyrol italien ou encore pour déterminer la proportion d'« éléments racialement valables » au sein de la population germanique de la péninsule, comme le souhaite le bureau chargé des Allemands d'Europe.
Alfred Rosenberg, lui, s'intéresse à l'histoire des Goths de Crimée, ordonne des fouilles archéologiques, qui aboutissent à la mise au jour d'un matériel archéologique considérable, « mis en sécurité » dans le Reich, selon la terminologie nazie, c'est-à-dire pillé au profit des institutions culturelles du Reich, musées ou instituts de recherche, ou bien simplement évacué en urgence lors de la retraite allemande en 1943 et 1944.
Enfin, À partir de l'été 1942, des plans de restructuration de la région sont élaborés, incluant des fondations de villes et de villages, reliés par un réseau de communications moderne. De plus, la Crimée est destinée à être intégrée aux territoires ouverts à la colonisation, à la fois par les routes et voies de chemins de fer; la région doit aussi être maillée de points d'appuis SS, destinés à parsemer les régions conquises.

### Concrétisation des projets coloniaux
À la suite de ces études, la Crimée est intégrée au Schéma directeur pour l'Est dans sa version du 28 mai 1942 et déclenche chez Hitler et chez Himmler un intérêt non négligeable ; il ordonne alors le début de la colonisation, dans un premier temps avec les Tyroliens, ce qui suscite de fortes réserves de Himmler, qui propose d'y transférer des Volksdeutsche d'Albanie et de Transnistrie.
En novembre 1942, à l'issue d'une visite sur place (durant laquelle il s'intéresse à la culture du coton), Himmler, commissaire du Reich pour la défense de la race allemande, ordonne à son subordonné sur place, le chef suprême de la police et des SS de la péninsule de Crimée, de préparer la colonisation de la Crimée dans son ensemble.
À cette fin est mis en place un commandement Crimée, ayant autorité sur 10 000 Volksdeutsche, dans un premier temps des Allemands du Tyrol italien, auxquels sont supposés se joindre plus tard des Allemands internés par les Anglais en Palestine. En effet, ces territoires, comme les Pays Baltes et la région de Saint-Pétersbourg, destinés à la colonisation, sont administrés selon un statut juridique particulier. Ainsi, diverses structures sont mises en place, destinées à relier solidement au Reich le territoire promis à la colonisation.
Dans le même temps, des quartiers allemands sont créés à Simferopol et à Eupatoria et les populations rurales de Volksdeutsche de la mer Noire sont regroupées dans des villages allemands.

### Abandon des projets de colonisation
Au mois de septembre 1943, les projets de colonisation de la Crimée sont remis en cause car les quelques réalisations coloniales en Crimée se soldent par des échecs dans tous les domaines, par méconnaissance des sols, du régime des eaux et du climat, en raison de l'insécurité entretenue par les Partisans, de l'hostilité des populations locales et aussi de l'approche de l'Armée Rouge, qui occupe la Tauride toute proche. En fin de compte, les populations de colons sont toutes évacuées, dans un premier temps vers le Wartheland, en Pologne annexée.

### Projets germano-turcs
Depuis la Première Guerre mondiale, les Turcs souhaitent reprendre pieds en Crimée, ancien territoire ayant dépendu de l'empire ottoman jusqu'au milieu du XVIIIe siècle ; dans ce contexte, le propre frère d'Enver Pacha, Nouri Pacha Killigil, défend à Berlin en novembre 1941, la création d'une « grande tartarie », sorte de pont terrestre entre les territoires contrôlés par le Reich et les territoires turcophones de l'Union soviétique.

## La reconquête soviétique et ses conséquences

### La reconquête soviétique
La Crimée est reprise par le quatrième front ukrainien lors des contre-offensives soviétiques du 8 avril au 12 mai 1944, au terme d'une campagne rapide, mais acharnée.
Ainsi, au début du mois d'avril, les troupes soviétiques pénètrent en Crimée, isolée des territoires contrôlés par le Reich et ses alliés depuis quelques mois déjà,.
Cette reconquête a entraîné la mort de 2 500 soldats soviétiques par jour, mais a disloqué le reste de l'armée roumaine (dont deux divisions combattaient au côté des soviétiques), et a ouvert la route des Balkans à l'Armée Rouge, à travers la Roumanie et par le Danube.

### L'épuration
Le 13 avril 1944, un décret confie au NKGB l'épuration de la Crimée, le territoire devant être « nettoyé des traîtres à la patrie », des « espions » et des « complices d'organisations antisoviétiques ».
Le 14 mai 1944, 20 000 hommes des troupes spéciales du NKVD et du NKGB sont déployés en Crimée et mandatés pour effectuer la purge de tous les citoyens d'origine allemande survivants, grecque et surtout tatare, accusés en bloc, par décret de Staline, de « trahison au profit de l’ennemi nazi ».
Conformément aux directives édictées, cette épuration est appuyée par l'Armée Rouge, qui constitue le bras armé de cette politique de punition collective des minorités accusées, ainsi que d'une partie des Ukrainiens, de « trahison au profit de l’ennemi nazi »,.

### Déportation des Tatars de Crimée
Un rapport de Beria à Staline daté du 10 mai 1944, conclut à la nécessité d'éloigner les Tatars de Crimée, jugés peu sûrs, des frontières de l'URSS; le lendemain, une ordonnance spéciale, signée par Staline, ordonne leur déplacement comme « colons spéciaux » au Kazakhstan.
Le 16 mai 1944, le NKVD divise ainsi la Crimée en sept zones afin de ratisser plus efficacement le territoire, tandis que les voies ferrées sont réparées en urgence et une soixantaine de trains composés de wagons à bestiaux amenés dans les gares. Le 18 mai 1944 débute le « programme » de déportation, le gouvernement de la république autonome ayant été averti. Le 20 mai 1944, deux jours après, le NKVD conclut : « 183 155 Tatars de Crimée sont en route vers l’Asie centrale, expulsés pour trahison ». Selon le zèle des exécutants, les déportés ont pu ou non prendre avec eux vêtements et objets personnels. Suivant les cas, ils ont disposé d'une durée comprise entre quinze minutes et une heure pour se rassembler sur la place centrale du bourg. Les réfractaires ont été fusillés sur place. Le bétail et les propriétés sont laissés sur place et rapidement récupérés par les kolkhoziens ukrainiens, russes et biélorusses mobilisés par l’État soviétique pour remplacer la population déplacée.
Le voyage vers l’Asie centrale des déportés, pour la plupart femmes, enfants et vieillards (les hommes en état de combattre se trouvent au front et les rejoindront une fois démobilisés) dure entre une et deux semaines dans des conditions de vie telles, que selon les chiffres officiels du NKVD, 22 % des déportés périssent en cours de route, de maladie, de déshydratation ou de sous-alimentation; ainsi, en Ouzbékistan, un rapport des services sanitaires de la république daté du mois d’août 1944 mentionne le développement de maladies infectieuses, telle que la malaria et des infections gastro-intestinales,. D’après les données d’associations tatares, il s’agirait plutôt de 46 %, soit plus de 80 000 personnes.

### La Crimée soviétique du printemps 1944 au printemps 1945
Après la reconquête, les Soviétiques accueillent, dans une Crimée « nettoyée », à Yalta, célèbre lieu de villégiature déjà à la mode durant la période impériale, la célèbre conférence de Yalta,, qui, contrairement à une légende tenace, n’inaugure pas le partage de l'Europe mais entérine des décisions à ce sujet déjà prises dès 1943 à la conférence de Téhéran et surtout en octobre 1944 à celle de Moscou.